# 마운트 로열 아레나
마운트 로열 아레나(영어: Mount Royal Arena, 프랑스어: Aréna Mont-Royal) 캐나다 퀘벡주 몬트리올에 위치한 실내 경기장이다. 과거 NHL 카나디앵 드 몽레알의 홈 경기장으로 사용했다.